# William T. Carpenter
Pour les articles homonymes, voir Carpenter.
Cet article concerne le psychiatre américain. Pour le peintre britannique, voir William Carpenter (artiste).
 (juillet 2015).
William T. Carpenter est un psychiatre américain, professeur de psychiatrie et de pharmacologie à la Faculté de médecine de l'université du Maryland.

## Biographie
Il s'intéresse principalement aux maladies mentales graves, particulièrement la schizophrénie, à sa prévention et son traitement.
Ses contributions les plus significatives concernent la psychopathologie, la méthodologie d'évaluation, les tests de nouveaux traitements et l'éthique de recherche.  
Il a été cité comme témoin expert au procès de John W. Hinckley pour sa tentative d'assassinat du Président américain Ronald Reagan.